# 6881 Shifutsu
A 6881 Shifutsu (ideiglenes jelöléssel 1994 UP) a Naprendszer kisbolygóövében található aszteroida. Kobajasi Takao fedezte fel 1994. október 31-én.